# قتل در گرینویچ
قتل در گرینویچ (به انگلیسی: Murder in Greenwich)، یک فیلم تلویزیونی آمریکایی در ژانر جنایی درام به کارگردانی تام مک‌لوکلین و محصول سال ۲۰۰۲ است. این فیلم بر اساس رمانی به همین نام، نوشته مارک فورمن ساخته شده و داستان آن دربارهٔ ماجرای واقعی قتل مارتا موکسلی است که در سال ۱۹۷۵ در گرینویچ به قتل رسید. مگی گریس که در زمان بازی در فیلم ۱۹ سال داشت در نقش مارتا ظاهر شده‌است. کریستوفر ملونی، رابرت فورستر، جاون فاستر و توبی مور دیگر بازیگران فیلم هستند.
قتل در گرینویچ نسختین بار در تاریخ ۱۵ نوامبر ۲۰۰۲ توسط یواس‌ای نتورک پخش شد. این فیلم تلویزیونی با استقبال خوبی از سوی منتقدان همراه بود.